# Faje
Le Faje sono una frazione di 186 abitanti del comune di Varazze, in provincia di Savona, insieme a Castagnabuona, Cantalupo, Casanova, Pero, Alpicella e Piani di Invrea.

## Caratteristiche
La frazione è composta da un pugno di case sparse attornianti la chiesa di Nostra Signora delle Grazie. L'abitato è posto in posizione panoramica, alle pendici del monte Beigua. Da qui la vista spazia su Genova, promontorio di Portofino e oltre. Il paese è caratterizzato da 14 edicole con le rappresentazioni delle varie tappe della Via Crucis, disposte lungo la strada che lo attraversa ad anello.
Diversi sentieri escursionistici dipartono o attraversano la frazione, dirigendosi verso il monte Beigua, il monte Sciguelo, Varazze, Alpicella e l'eremo del Deserto. Esistono ancora consistenti tracce di un'antica mulattiera sostenuta in più tratti da muri a secco di contenimento, che collegava le Faje con il mare e forse proseguiva nell'entroterra fino sulla cima delle montagne. In un tratto essa incrocia l'attuale strada di collegamento con l'eremo del Deserto, e lì prende la denominazione de Il Muraglione, in quanto apparentemente tale sembra essere.
Data il relativo isolamento culturale che per secoli deve avere caratterizzato la zona, vista la posizione defilata, si riscontra qualche differenza linguistica tra il locale dialetto della lingua ligure e quello parlato nel comune capoluogo (Varazze) e delle cittadine costiere vicine. Si tratta probabilmente di termini arcaici, poi caduti in disuso, quasi sicuramente legati al mondo pastorale. Ad esempio la parola "pecora", solitamente è resa nella maggior parte dei dialetti liguri con "pègua", ma che qui invece diventa "Fèe", termine direttamente connesso alla parola "Fèa" diffusa in area provenzale e ligure alpina, nonché veneta e trentina, e forse di origine norrena (Fær = pecora).